# マシン三洋
株式会社マシン三洋（マシンさんよう、英: MACHINE SANYO Co.,Ltd.）は、機械設備の販売専門商社。本社を大阪市東淀川区に置く。

## 概要
関西を拠点に、関東・海外にも展開している機械機器設備等の販売専門商社。昭和31年6月創業。昭和40年10月設立。
メカトロ機器やシステム機器ロボット・マシン環境機器といった「モノづくりの現場」に不可欠な最新の機材や部品の提供を行っている。

## 沿革
- 1956年（昭和31年）- 三洋工具商会として創業。機械工具の販売を開始。
- 1964年（昭和39年）- 大阪市東淀川区（現在の淀川区）加島1丁目に新社屋を建設。
- 1965年（昭和40年）- 法人化し、資本金200万円で三洋工具株式会社を設立。堤中重和が代表取締役に就任する。
- 1968年（昭和43年）- 大阪市淀川区三津屋に用地を取得し、本社新社屋を建設する。
- 1970年（昭和45年）- 現社名に変更。東大阪市長田に東大阪営業所を開設する。
- 1972年（昭和47年）- 資本金を1,200万円に増資する。寝屋川市葛原に寝屋川営業所を開設する。
- 1974年（昭和49年）- 東大阪市本庄の大阪機械卸業団地に新社屋を建設し、東大阪営業所を移転する。
- 1981年（昭和56年）- 枚方市出口に新社屋を建設し、寝屋川営業所を移転。枚方営業所を開設する。
- 1984年（昭和59年）- 尼崎市名神に尼崎営業所を開設する。
- 1988年（昭和63年）- 堺市八下に新社屋を建設し、南大阪営業所を開設する。
- 1998年（平成10年）- 奈良県大和郡山市今国府に新社屋を建設し、奈良営業所を開設する。
- 2001年（平成13年）- 代表取締役社長に堤中徹が就任、堤中重和は代表取締役会長に就く。
- 2002年（平成14年）- 滋賀県栗東市小柿に滋賀営業所を開設する。
- 2003年（平成15年）- 尼崎営業所と十三営業所を統合し、淀川営業所に名称変更。
- 2004年（平成16年）- 派遣事業部を開設。特定労働者派遣事業許可を受け、派遣事業を開始。
- 2006年（平成18年）- 三重県鈴鹿市に三重営業所を開設。
- 2008年（平成20年）- 奈良県大和郡山市小泉町に奈良営業所を移転。
- 2010年（平成22年）- 大阪市きらめき企業賞を受賞。
- 2011年（平成23年）- 兵庫県明石市野々上に明石営業所を開設。
- 2013年（平成25年）
  - 兵庫県西宮市に阪神営業所を開設。
  - インドネシアに現地法人（PT.MACHINESANYO INDONESIA）を開設。
- 2015年（平成27年）- 埼玉県入間市に埼玉営業所を開設。
- 2016年（平成28年）- 東大阪市長田に東大阪営業所を移転。
- 2017年（平成29年）
  - 堺市北区に南大阪営業所を移転。
  - 組織変更に伴う営業所統合を実施。阪神営業所と淀川営業所、三重営業所と奈良営業所をそれぞれ統合。
- 2018年（平成30年）- 明石営業所を本社営業部に統合し、本社営業部淀川第一グループ、淀川第二グループ、明石グループとして再編。
- 2019年（令和元年）- 本社営業部淀川第一グループ、淀川第二グループ、明石グループを、本社営業部営業一課、営業二課へ改編。
- 2021年（令和3年）- 大阪市東淀川区瑞光に本社新社屋を建設。
  - 同時に事業所を統合。東大阪営業所を本社営業部営業3課、枚方営業所および滋賀営業所を本社営業部営業4課、本社管理室を経営管理部へ改編。

## 事業所
- 本社営業部 - 大阪府大阪市東淀川区瑞光1丁目11番23号
- 南大阪営業所 - 大阪府堺市北区北花田町3丁目20番16号A・Yクリエイティブセンター203号
- 奈良営業所 - 奈良県大和郡山市小泉町2889番地1
- 埼玉営業所 - 埼玉県入間市東町3丁目9-21
- PT.MACHINESANYO INDONESIA - インドネシア現地法人

## 主な取扱品目
- メカトロ制御機器
- 工作機械
- 機械・工具
- 環境機器・省エネ機器・物流機器